# Canton de Monthureux-sur-Saône
Le canton de Monthureux-sur-Saône était, jusqu'en 2015, une division administrative française, située dans le département des Vosges et la région Lorraine.

## Composition
| Nom                              | Code Insee | Intercommunalité             | Superficie (km2) | Population (dernière pop. légale) | Densité (hab./km2) |
| -------------------------------- | ---------- | ---------------------------- | ---------------- | --------------------------------- | ------------------ |
| Monthureux-sur-Saône (chef-lieu) | 88310      | CC Les Vosges Côté Sud-Ouest | 19,02            | 854 (2014)                        | 45                 |
| Ameuvelle                        | 88007      | CC Les Vosges Côté Sud-Ouest | 5,56             | 53 (2014)                         | 9,5                |
| Bleurville                       | 88061      | CC Les Vosges Côté Sud-Ouest | 20,25            | 353 (2014)                        | 17                 |
| Claudon                          | 88105      | CC Les Vosges Côté Sud-Ouest | 21,72            | 219 (2014)                        | 10                 |
| Fignévelle                       | 88171      | CC Les Vosges Côté Sud-Ouest | 4,40             | 49 (2014)                         | 11                 |
| Gignéville                       | 88199      | CC Les Vosges Côté Sud-Ouest | 5,58             | 78 (2014)                         | 14                 |
| Godoncourt                       | 88208      | CC Les Vosges Côté Sud-Ouest | 11,38            | 136 (2014)                        | 12                 |
| Martinvelle                      | 88291      | CC Les Vosges Côté Sud-Ouest | 24,73            | 121 (2014)                        | 4,9                |
| Nonville                         | 88330      | CC Les Vosges Côté Sud-Ouest | 8,91             | 203 (2014)                        | 23                 |
| Regnévelle                       | 88377      | CC Les Vosges Côté Sud-Ouest | 8,62             | 128 (2014)                        | 15                 |
| Viviers-le-Gras                  | 88517      | CC Les Vosges Côté Sud-Ouest | 9,04             | 186 (2014)                        | 21                 |

## Représentation

### Conseillers d'arrondissement (de 1833 à 1940)
Le canton de Monthureux-sur-Saône appartenait à l'arrondissement de Mirecourt jusqu'à sa disparition en 1926.
| Période                                  | Période          | Identité                 | Étiquette | Qualité |
| ---------------------------------------- | ---------------- | ------------------------ | --------- | --- |
| 1833                                     | 1839             | M. Rousseaux             |           | Propriétaire et juge de paix à Monthureux-sur-Saône                                                         |
| 1839                                     | 1842             | M. Honnoré               |           | Ancien notaire, négociant à Monthureux-sur-Saône                                                            |
| 1842                                     | 1848             | Victor-Auguste Noël      |           | Médecin, maire de Monthureux-sur-Saône                                                                      |
|                                          |                  |                          |           | |
|                                          | 1884 (démission) | Nicolas-Phidèle Boban    |           | Propriétaire, ancien maire de Godoncourt                                                                    |
|                                          |                  |                          |           | |
| 1889                                     |                  | Zéline Bliquez-Bernardin |           | Adjoint au maire de Monthureux-sur-Saône                                                                    |
|                                          |                  |                          |           | |
| 1919                                     | 1925             | Robert Jacquard          |           | Négociant en vins et spiritueux, adjoint au maire de Monthureux-sur-Saône                                   |
| 1919                                     | 1931             | Adrien Gantois           | URD       | Maire de Fignévelle                                                                                         |
| 1931                                     | 1937 (décès)     | Léon Poupé (1876-1937)   | Rad.      | Tailleur d'habits, maire de Monthureux-sur-Saône                                                            |
| 1937                                     | 1940             | Constant Mougenot        | Rad.      | Directeur d'école, maire de Bleurville                                                                      |
| 1940                                     |                  |                          |           | Les conseils d'arrondissement ont été suspendus par la loi du 12 octobre 1940 et n'ont jamais été réactivés |
| Les données manquantes sont à compléter. |                  |                          |           | |

### Conseillers généraux de 1833 à 2015
| Période | Période      | Identité                                | Étiquette                  | Qualité |
| ------- | ------------ | --------------------------------------- | -------------------------- | --- |
| 1833    | 1839         | Alexandre Marque                        |                            | Maître de forges Maire de Claudon |
| 1839    | 1845         | Claude Rousseaux                        |                            | Maître de verrerie Maire de Monthureux-sur-Saône |
| 1845    | 1848         | Louis Jacquinot                         |                            | Maître de forges Maire de Claudon |
| 1848    | 1870         | Victor Noël                             |                            | Médecin, juge de paix Maire de Monthureux-sur-Saône (1837-1847), conseiller d'arrondissement |
| 1870    | 1874         | Christian Kiener                        | Conservateur libéral       | Industriel Maire d'Eloyes (1861-1866) Maire d'Épinal (1867-1871) Sénateur (1882-1896) |
| 1874    | 1877         | Joseph Thomas-Labourot                  | Conservateur               | Négociant originaire de Bleurville Maire de Monthureux-sur-Saône (1873-1876) |
| 1877    | 1886         | Christian Kiener                        | Républicain conservateur   | Industriel Maire d'Eloyes (1861-1866) Maire d'Épinal (1867-1871) Sénateur (1882-1896) |
| 1886    | 1892         | André Bresson (Petit-fils du précédent) | Républicain                | Manufacturier |
| 1892    | 1910         | Léon Gautier                            | Républicains progressistes | Manufacturier Maire de Claudon (1894-1896) Député (1902-1906) |
| 1910    | 1928         | Paul Esmez-Deutout                      | Rad.                       | Officier de marine Conseiller municipal de Martinvelle (1900-1923) |
| 1928    | 1934         | Théophile Cœurdacier                    | URD                        | Hôtelier-restaurateur Maire de Monthureux-sur-Saône (1911-1919 et 1925-1929) |
| 1934    | 1940         | Louis Barbier                           | URD                        | Industriel Maire de Martinvelle (1926-1966) Nommé conseiller départemental en 1943 |
|         |              |                                         |                            | |
| 1945    | 1949         | Robert Bellin                           | Rad.                       | Négociant Maire de Monthureux-sur-Saône (1937-1947) |
| 1949    | 1961         | André Garnier                           | RPF-RS puis SE             | Agriculteur Maire de Viviers-le-Gras (1935-1939 ; 1945-1988) Député des Vosges (1951-1956) |
| 1961    | 1979         | Jean Cayotte                            | DVD                        | Médecin Maire de Monthureux-sur-Saône (1959-1977) |
| 1979    | 1992         | Henri Didier                            | UDF-PR                     | Vice-président du Conseil général des Vosges Maire de Monthureux-sur-Saône (1983-2008) Conseiller régional (1974-1979) |
| 1992    | 1997 (décès) | Raymond Recouvreur (1926-1997)          | DVD                        | Vice-président de la commission Éducation, Jeunesse et Sports Chirurgien-dentiste Maire de Bleurville (1989-1995) |
| 1997    | 2015         | Alain Roussel                           | DVG puis UMP               | Enseignant Vice-président délégué au développement local et à l'environnement Président du syndicat mixte d'assainissement non collectif des Vosges Président de la Communauté de communes du Pays de la Saône Vosgienne Coordonnateur de Z.E.P. puis retraité de l'enseignement Maire de Claudon depuis 1995 Élu en 2015 dans le canton de Darney |

## Démographie
| 1962  | 1968  | 1975  | 1982  | 1990  | 1999  | 2006  | 2011  | 2012  |
| ----- | ----- | ----- | ----- | ----- | ----- | ----- | ----- | ----- |
| 3 322 | 3 295 | 3 074 | 2 948 | 2 764 | 2 614 | 2 442 | 2 483 | 2 447 |